# Station Mulhouse-Hasenrain
Station Mulhouse-Hasenrain is een spoorwegstation in de Franse gemeente Mulhouse. Het station staat in het zuiden van de stad, in de wijk Hasenrain.